# Briva de Velai
Brives-Charensac és un municipi francès del departament de l'Alt Loira, a la regió d'Alvèrnia-Roine-Alps.